# Carl Israel Hallman
Carl Israel Hallman, född i Stockholm den 31 december 1732, död där den 23 april 1800, var en svensk skald. Han var son till Johan Gustaf Hallman den äldre och bror till Johan Gustaf Hallman den yngre. 

## Biografi
Hallmans levnadsöden är föga kända. Han var någon tid anställd i Bergskollegium, men lämnade snart statens tjänst för att uteslutande ägna sig åt sin lyra och umgänget med glada vänner. Av hans dramatiska stycken intar vådevillen Tillfälle gör tjufven utan fråga främsta rummet. Detta stycke skrevs på beställning av Armfelt, som också hade gjort ett utkast till stycket. "Tillfälle gör tjufven" var ämnat att uppföras för en mera bildad åskådarekrets – det är diktat i en finare och mera idyllisk färgton än Hallmans övriga pjäser som spelades på Humlegårdsteatern. 
Övriga pjäser av Hallman är Finkel, eller det underjordiska brännvinsbränneriet; Finkels parentationsakt, prolog till föregående; Donnerpamp; Bousaronerne, eller det skal någon orsak ha. Därtill kommer de kvicka parodierna Casper och Dorothea, heroisk Djurgårdsbalett (parodi på Lalins Acis och Galathea), Skeppar Rolf (parodi på Gyllenborgs Birger jarl), samt Petis och Thelée (parodi på Wellanders Thetis och Pelée).
Hallmans samlade skrifter, till vilka även hör en del tillfällighetsdikter, blev utgivna av Hanselli (Uppsala 1853). Ett minnesmärke över honom finns uppsatt i Klara kyrka. Han har blivit mycket olika bedömd; under det att somliga velat sätta honom i jämbredd med Bellman, har andra framhållit, att hans författarskap är närmast osmakligt och simpelt. För övrigt ägnade sig Hallman i hög grad åt ordensväsendet och var bland annat stiftare av Grekerne. Hallman finns representerad  med ett självporträtt vid Nationalmuseum i Stockholm.

### Elektroniska resurser
- Finkel, eller Det underjordiska bränvins-bränneriet [Elektronisk resurs : Comedie, uti tre öpningar, blandad med sång. =Anon=. Stockholm, tryckt hos Lars Kumblins enka. 1776.]. Stockholm. 1776. Libris 12088413. https://runeberg.org/cihfinkel/
- Finkels parentations-act [Elektronisk resurs. Prologue til comedien, kallad Det underjordiska bränwins-bränneriet. =Anon=. Stockholm, tryckt hos Carl Stolpe, 1777.]. Stockholm. 1777. Libris 12543799. http://www.dramawebben.se/pjas/finkels-parentations-act
- Petis och Telée. [Elektronisk resurs Comedie i trenne acter, blandad med sång. =Anon=. Stockholm, tryckt hos Lars Wennberg och compagnie. 1779.]. Stockholm. 1779. Libris 12088404. http://www.dramawebben.se/pjas/petis-och-telee